# Kalmîkivka, Starobilsk
Kalmîkivka (în ucraineană Калмиківка) este localitatea de reședință a comunei Kalmîkivka din raionul Starobilsk, regiunea Luhansk, Ucraina.

## Demografie
Componența lingvistică a localității Kalmîkivka
     Ucraineană (88,72%)
     Rusă (10,58%)
Conform recensământului din 2001, majoritatea populației localității Kalmîkivka era vorbitoare de ucraineană (88,72%), existând în minoritate și vorbitori de rusă (10,58%).